# Delta Force
Ne doit pas être confondu avec Beredskapstroppen ou Commando Delta.
Pour les articles homonymes, voir Delta Force (homonymie) et CAG.
La « Delta Force », officiellement 1st Special Forces Operational Detachment-Delta (Airborne) (1st SFOD-D (A)), est une unité des forces spéciales américaines appartenant à l'US Army et dépendant du Joint Special Operations Command (JSOC). L'unité porte également d'autres noms officiels, dont Combat Applications Group (CAG).
Une de ses caractéristiques principales est le secret qui l'entoure, ce qui explique le peu de renseignements disponibles sur l'unité. En effet, l'armée américaine continue de la maintenir dans le secret bien que son existence soit actuellement indiscutable, et refuse de livrer toute information à son sujet.

## Historique

### Création

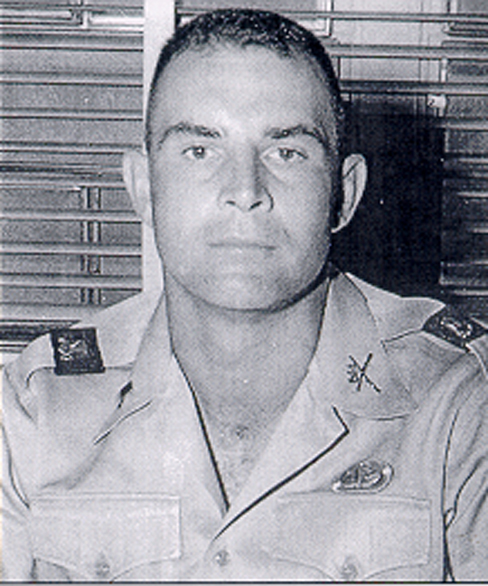
Colonel Charles Beckwith.

Au début des années 1960, le Special Air Service (SAS) britannique et les Special Forces américaines créèrent un programme d'échange par lequel un officier et un sous-officier du 22 SAS allaient au 7th Special Forces Group (SFG) pour une durée d'un an, et réciproquement. Un des premiers participants à ce programme, le capitaine Charles Beckwith des SF, fut extrêmement impressionné par les particularités du SAS (sélection rigoureuse, exercices aussi réalistes que possible avec planification sommaire, exercices à balles réelles, etc). De retour aux États-Unis, il conseilla à l'US Army de créer une unité similaire au SAS, mais ses suggestions répétées ne rencontrèrent aucun écho.
Ce n'est qu'à partir de la fin 1975, en étudiant les rôles des différents composantes de l'US Army au sortir de la guerre du Viêt Nam, que les hautes autorités de l'US Army et en particulier son Deputy Chief of Staff for Operations and Plans (DCSOPS), le général Edward C. « Shy » Meyer, réalisent le manque et le besoin d'une force spéciale spécialisée dans les actions commando. À la suite d'un briefing en août 1976, le général William DePuy commandant le Training and Doctrine Command (TRADOC) donna l'ordre au général Robert C. Kingston qui commandait l'US Army John F. Kennedy Center for Military Assistance (USAJFKCENMA, ou plus couramment JFK Center, unité parente des Special Forces) de développer un concept d'une telle unité, et celui-ci confia la tâche à Charles Beckwith, devenu entre-temps colonel.
Beckwith, assisté de quelques hommes, affina le concept de l'unité jusqu'au début de 1977, et, comme il existait déjà au sein des Special Forces les détachements opérationnels Alpha, Bravo et Charlie, décida de l'appeler Delta. Il obtint l'accord du Forces Command (FORSCOM), qui a autorité sur l'affectation du personnel, puis, le 2 juin 1977, l'approbation du général Bernard W. Rogers, Chief of Staff of the Army (CSA). Le 1st Special Forces Operational Detachment-Delta (1st SFOD-Delta, appelée couramment juste « Delta ») est placé sous l'autorité du JFK Center, qui dépend lui-même du XVIIIe corps aéroporté américain, qui dépend du FORSCOM qui est sous l'autorité du DCSOPS, le général Ed Meyer. Le projet connut une accélération soudaine à la suite de l'opération du GSG 9 allemand qui libéra par la force les otages d'un avion de la Lufthansa détourné à Mogadiscio le 13 octobre 1977. L'ordre d'activer Delta, avec alors pour première mission le contre-terrorisme, fut donné le 19 novembre 1977 (Beckwith étant alors en déplacement en Europe, il ne le reçut qu'en décembre).
Beckwith prévit qu'il lui faudrait deux ans avant que l'unité ne soit opérationnelle. Cependant, le Readiness Command (REDCOM) qui s'était vu confier la responsabilité de tester et déployer les unités contre-terroristes à la suite du raid d'Entebbe en 1976, avait constaté le besoin d'une unité spécialisée à la suite du détournement de Mogadiscio, et en avait besoin immédiatement. En conséquence, le successeur de Kingston à la tête du JFK Center, le général Jack Mackmull, avec lequel Beckwith avait une mauvaise relation, confia au colonel Bob Mountel, commandant le 5th Special Forces Group (SFG), le soin de créer une unité d'intérim, appelée Blue Light. À tort ou à raison, Beckwith pensa que Mountel avait l'intention de montrer qu'il pouvait créer une unité plus rapidement et pour moins cher que Delta, et un esprit de rivalité s'établit entre les deux unités.
Delta s'installa dans les vieux bâtiments de la Stockade (prison militaire) de Fort Bragg. La liste de son personnel fut classifiée par le Military Personnel Center (MILPERCEN). Il lança une campagne de recrutement, décidant de recruter dans toute l'armée et pas uniquement dans l'infanterie, à l'instar du SAS. Cependant, le général Mackmull limita les possibilités de recruter au sein des Special Forces, de crainte que les SFG, déjà en sous-effectif, se vident de leur personnel. Parallèlement, certains officiers du FORSCOM empêchaient les Rangers de participer à la sélection de Delta.
Beckwith dut court-circuiter la chaîne de commandement et parler directement au CSA, le général Rogers, pour débloquer la situation. Beckwith demanda que Delta soit rattachée directement au DCSOPS Meyer, mais cela fut impossible par manque de personnel à l'état-major de l'armée. Le général Meyer simplifia néanmoins la chaîne de commandement en ordonnant que pour tout ce qui concerne Delta, Mackmull réponde directement au département de l'armée. Il ordonna également que les SF et Rangers puissent participer librement aux épreuves de sélection.
Une des premières étapes dans la formation de l'unité fut la création d'un bâtiment d'entraînement derrière la Stockade, où les opérateurs s'exercèrent à entrer dans une pièce, identifier les cibles, et abattre des cibles simulant des terroristes tout en épargnant les otages. Avec l'aide de la Federal Aviation Administration (FAA) et de compagnies aériennes, ils s'entraînèrent également à prendre d'assaut des avions détournés.
Delta chercha également à apprendre toute tactique ou technique utile auprès d'autres services dont le FBI et l'United States Secret Service. À l'époque, le FBI n'avait que des unités type SWAT entraînées pour des arrestations à hauts risques mais pas pour libérer des otages. En cas de prise d'otage impliquant plusieurs terroristes et plusieurs otages, le FBI prévoyait de confier la situation à Delta dès qu'ils auraient l'autorisation présidentielle pour le faire. Delta effectua son premier exercice avec le FBI, nom de code Joshua Junction, dans le Nevada en mai 1978. Des exercices subséquents impliquèrent d'autres services américains, comme le Nuclear Emergency Search Team (NEST).
Delta passa avec succès un exercice de certification initiale en juillet 1978, à l'issue duquel Blue Light n'apparaissait plus nécessaire. Blue Light fut désactivée quelques mois plus tard.
Au cours de l'année 1979, Delta entama des programmes d'échange avec des unités étrangères dont le SAS, le GSG 9 ouest-allemand, le GIGN français et des unités spéciales israéliennes. L'unité s'agrandit, passant à deux escadrons appelés A et B. Beckwith formalisa les tâches, conditions et standards de l'unité servant d'indicateurs pour évaluer son état de préparation, qui serviront aux évaluateurs extérieurs et aux futurs commandants de l'unité. Le document résultant, surnommé « le Livre Noir », énumérait notamment une soixantaine de compétences individuelles, environ vingt-cinq compétences de niveau de la patrouille, huit à dix compétences de niveau de la troupe. Un escadron avait trois compétences : prendre d'assaut un bâtiment, une situation en plein air, et un avion de ligne.
Début novembre 1979, Delta passa son exercice de validation finale, devant un jury comptant l'ambassadeur Anthony Quainton, directeur de l'Office for Combatting Terrorism du département d'État des États-Unis, des représentants des agences concernées par le terrorisme (FBI, CIA, Secret Service, DoE, FAA, etc.), ainsi que des observateurs étrangers dont le colonel Ulrich Wegener, créateur et commandant du GSG-9, le général Sir Peter de la Billière, commandant du SAS Regiment, le capitaine Christian Prouteau, créateur et commandant du GIGN, et des Israéliens. Quelques heures plus tard, une foule menée par des étudiants prit en otage le personnel de l'ambassade américaine de Téhéran, en Iran. La crise iranienne des otages et l'opération Eagle Claw, qui fut menée pour tenter de les libérer par la force, devait être la première opération de Delta.

### Évolutions

Insigne d'épaule de l'US Army Special Operations Command (USASOC) porté par la Delta Force.

Une des conséquences directes de l'échec de l'opération Eagle Claw fut la création d'un commandement d'opérations spéciales interarmées, le Joint Special Operations Command (JSOC), sous les ordres duquel furent placées la Delta Force et une unité de l'US Navy similaire nouvellement créée, le SEAL Team 6.
Au début des années 1980, le directeur du FBI William Webster décida de combler l'écart existant entre les unités SWAT et Delta en créant la Hostage Rescue Team. Le colonel Paschall, commandant Delta à l'époque, collabora avec le FBI pour entraîner des agents du bureau dans les tactiques et techniques contre-terroristes.
En 1985, l'unité fit l'objet d'enquêtes de l'armée et du département de la Justice car un certain nombre de ses hommes avaient détourné des fonds en exagérant leurs notes de frais de déplacements. Le scandale aurait pu menacer l'existence de l'unité, mais son commandant de l'époque, William Garrison, prit leur défense et ne punit que ceux qui avaient commis le plus d'abus. Sept membres de l'unité seraient passés en cour martiale et quatre-vingts autres auraient reçu des sanctions disciplinaires non-judiciaires.
Au cours des années 1980, Delta s'agrandit, passant d'une centaine d'hommes répartis en deux escadrons réduits à l'époque d'Eagle Claw, à trois escadrons complets totalisant 200, plus 300 autres personnels de soutien à la fin de la décennie. Delta déménagea en 1987 de la vieille Stockade pour un nouveau QG construit sur mesure pour 75 millions de dollars, et appelé Security Operations Training Facility (SOTF), situé sur le Range 19 de Fort Bragg.
Avec le temps, Delta n'est pas demeurée une unité purement de contre-terrorisme comme à sa création, mais elle est devenue capable d'un large spectre de missions, ce qui était l'idée originale de Beckwith d'après le modèle du SAS britannique.
À partir de la fin des années 1980, un des efforts du JSOC a été de réduire les conflits avec les commandements militaires régionaux, et d'intégrer ses différentes unités, à l'esprit très indépendant, entre elles. Au début des années 1990, le JSOC institua un régime d'entraînement qui forçait Delta et le SEAL Team 6 à s'entraîner ensemble tous les trois mois. La relation entre les deux unités passa de l'animosité à une saine rivalité, et des amitiés se développèrent entre membres des deux unités.
Delta a continué d'augmenter en taille. Au milieu des années 1990, elle comptait environ 800 membres, et près de 1 000 au début des années 2000.

## Missions
Le rôle initial de la Delta Force était le contre-terrorisme, en priorité pour protéger ou secourir les citoyens et intérêts américains à l'étranger. Pour des cas exceptionnels, elle peut intervenir sur le territoire américain, notamment en collaboration avec la Hostage Rescue Team du FBI.
Cependant, l'unité est capable d'opérations extrêmement diverses. Elle peut être chargée d'assurer la protection de hautes autorités militaires américaines (voire alliées dans certains cas) en temps de guerre ou de tensions, d'opérations spéciales diverses (reconnaissances et raids en arrière des lignes ennemies), ainsi que de dispenser des formations spécifiques à des unités étrangères.
Cette diversité, ainsi que la possibilité laissée aux forces spéciales américaines d'agir en civil, fait qu'il peut être difficile de déterminer si une opération est du ressort de la Delta Force, des autres Special Forces US ou du service d'opérations clandestines de la CIA.

## Organisation

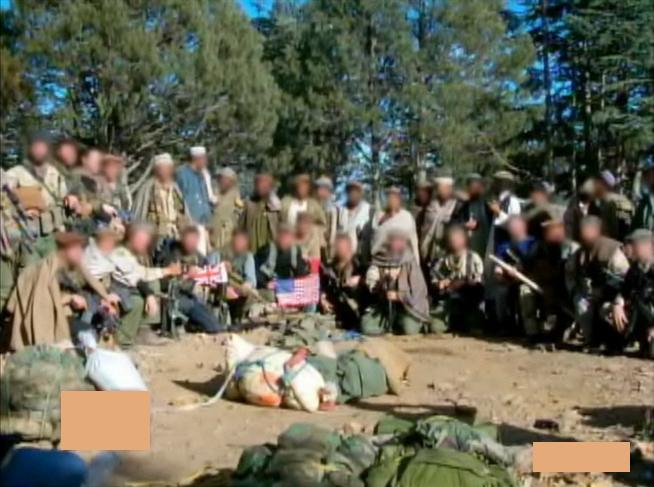
Commandos de la Delta Force et du Special Boat Service britannique lors de la bataille de Tora Bora en décembre 2001.

L'organisation de la « Delta Force » est — comme le reste — secrète. Selon les informations disponibles, l'unité est commandée par un colonel et son état-major comprend un commandant adjoint et des officiers d'administration, de renseignement, d'opérations, de logistique, tous ayant le grade de lieutenant-colonel.
La force opérationnelle de l'unité est organisée en escadrons désignés par une lettre, sur le modèle du Special Air Service britannique : « A squadron », « B squadron » et « C squadron ».
La devise de l'escadron A est Molon Labe. Un quatrième escadron, le D, a été créé en 2006.
Chacun de ces escadrons d'opérateurs a son propre état-major avec un commandant d'escadron, un officier d'opérations, un officier de renseignement, etc. Selon des descriptions des années 1990-2000, les escadrons comprennent 75 à 85 opérateurs répartis entre deux troops d'assaut d'une trentaine d'hommes, et une troop de reconnaissance et surveillance surnommée recce troop. Les troupes de reconnaissance et surveillance sont formées de tireurs de précision ayant une expérience antérieure dans une troupe d'assaut. Les troupes sont elles-mêmes divisées en trois teams de théoriquement six opérateurs, mais souvent en sous-effectif. Ces équipes sont généralement désignées par des codes de l'alphabet radio.
Les opérateurs ne représentaient qu'environ 250 hommes sur le millier que comptait approximativement l'unité en 2000. Les autres forment une structure de soutien considérable. Un escadron de soutien regroupe le personnel responsable de l'administration, de la finance, de la logistique, de la planification des opérations, etc. Il comprend un détachement de sélection et de formation des recrues (S&T detachment, pour selection and training) dont un psychologue, un détachement médical, un détachement de recherche et développement d'armes et de matériel, un détachement technique et électronique (T&E) pour le matériel d'écoute et de renseignement, etc.. À la suite du retour d'expérience de l'invasion de la Grenade, un élément de coordination d'appui-feu dirigé par un officier de niveau brigade a été ajouté à la section de planification des opérations. À la Security Operations Training Facility (SOTF), le complexe de la Delta Force à Fort Bragg, sont également affectés un Staff Judge Advocate et un Special Agent in Charge du CID.
L'escadron de soutien comprend également un détachement de renseignement entraîné à opérer clandestinement dans des pays étrangers pour reconnaître des objectifs. Initialement surnommé « Funny Platoon », ce détachement est né d'un long conflit avec l'Intelligence Support Activity (ISA) qui avait le même rôle mais refusait de laisser Delta évaluer ses agents. La Funny Platoon a intégré des soldats féminins à partir de 1990, dans le but d'infiltrer des agents sous la couverture d'un couple mari et femme. Un élément spécialisé s'occupe d'imprimer de faux papiers pour ces opérateurs clandestins. Au début des années 2000, ce détachement comptait une centaine d'opérateurs clandestins et était appelé operational support troop. Au milieu des années 2000, il a été encore été étendu et est devenu le G squadron.
À la fin des années 1980, un escadron d'aviation Delta clandestin a été créé, reprenant peut-être le rôle de l'unité Seaspray. Cet escadron était décrit au milieu des années 1990 comme organisé en red, blue et green platoons, et disposant d'une douzaine d'hélicoptères AH-6 et MH-6 Little Birds peints dans de fausses couleurs civiles, utilisés pour des opérations clandestines. Selon des informations plus récentes, l'escadron d'aviation fonctionnerait sous le nom de Flight Concepts Division et serait basé à Fort Eustis en Virginie, près de la fameuse « Ferme » de la CIA à Camp Peary. L'escadron accomplit d'ailleurs des missions pour la CIA.

## Recrutement
La plupart des candidats sont des Rangers, mais le recrutement est ouvert à toute l'US Army. Environ 70 % des opérateurs Delta sont issus du 75e régiment de Rangers, soit directement, soit après un passage dans les Special Forces.
Bien que l'existence de l'unité ne soit pas reconnue, des annonces de recrutement ont été publiées dans divers journaux d'informations militaires.
Ces annonces des années 1990 indiquent que les candidats doivent être volontaires, de service actif, de sexe masculin, avoir la citoyenneté américaine, avoir au minimum 22 ans, être aptes médicalement et physiquement, et être de grade de sergent (E-5) à Sergeant First Class (E-7) pour les sous-officiers et capitaine ou major ayant 12 mois de commandement satisfaisant pour les officiers. Les recruteurs de l'unité effectuent également des visites pour informer et attirer des recrues potentielles dans les bases militaires américaines de par le monde.

### Sélection
La sélection est appelée assessment and selection course, a lieu deux fois par an et dure environ un mois. Elle commence par des tests physiques de base comprenant des pompes, des abdominaux, et un sprint, une épreuve consistant à ramper et une de natation en treillis. Les candidats de sélection sont ensuite testés dans une série de marches de navigation terrestre similaires à celles du Special Air Service britannique, dans les Appalaches autour de Camp Dawson en Virginie-Occidentale. Les distances à parcourir et les poids des sacs sont progressivement augmentés et la durée limite de l'épreuve diminuée. Cette « Stress Phase » culmine au bout d'environ un mois par une marche de 40 miles (64 km) sur un terrain ardu avec un sac à dos de 70 livres (30 kg) à effectuer dans une limite de vingt heures.
Cette phase de test ne sert pas uniquement à évaluer l'endurance des candidats mais aussi leur détermination et leur autodiscipline. Cela est complété par des évaluations psychologiques. Les hommes passent ensuite face à un jury réunissant des instructeurs Delta, des psychologues et le commandant de l'unité. Ils posent au candidat une série de questions et ensuite dissèquent chaque réponse en étudiant le maniérisme du candidat dans le but de l'épuiser. Le commandant de l'unité s'en rapporte alors au candidat et lui dit s'il a été sélectionné. Le taux de réussite à chaque sélection varie mais est généralement d'environ 10 %.

### Formation
Les candidats retenus suivent ensuite l’Operator Training Course (OTC) à Fort Bragg (Caroline du Nord), qui dure environ six mois. Celle-ci comprend des centaines d'heures de tir, l'apprentissage de tactiques avancées d'infanterie, et des exercices (drill) d'assauts de bâtiments et de combat en milieux clos. Les candidats suivent également des formations à la conduite de véhicules, la protection rapprochée et à opérer clandestinement en zone hostile.
Les soldats sont ensuite affectés en unité où, après 18 mois de formation sur le tas, ils reçoivent le Special Qualification Identifier (en) « T » qui les qualifie comme opérateurs de l'unité.

## Opérations connues

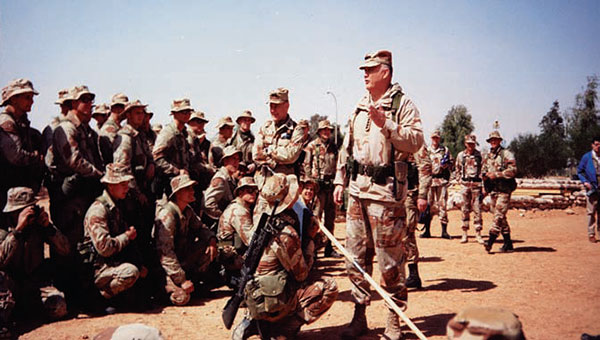
Le général Norman Schwarzkopf avec des hommes de la Delta Force en Desert Battle Dress Uniform chargés de la chasse aux missiles balistiques irakiens durant la guerre du Golfe de 1991.

| Opération                   | Pays            | Année | Implication de la Delta Force |
| --------------------------- | --------------- | ----- | --- |
| Opération Eagle Claw        | Iran            | 1980  | Échec en raison de problèmes mécaniques |
| Opération Snow Bird         | Iran            | 1980  | N'a pas dépassé le stade de la planification |
| Opération Urgent Fury       | Grenade         | 1983  | Échec de l'assaut mené par la Delta Force |
| Détournement du vol TWA 847 | Liban           | 1985  | Mise en alerte de la Delta Force mais pas d'intervention |
| Opération Just Cause        | Panama          | 1989  | Libération de Kurt Muse, citoyen américain emprisonné et menacé d'être exécuté en cas d'invasion (opération Acid Gambit). Participation à la poursuite du dictateur Manuel Noriega. |
| Opération Desert Shield     | Arabie saoudite | 1990  | Protection rapprochée du général Norman Schwarzkopf. |
| Opération Desert Storm      | Irak            | 1991  | Participation à la chasse aux Scuds avec le SAS britannique |
| Opération Gothic Serpent    | Somalie         | 1993  | Participation à plusieurs opérations |
| Opération Enduring Freedom  | Afghanistan     | 2001  | Mise sur pied de la Task Force Sword par le JSOC, dont le principal composant « action » était l'escadron B de Delta. Assaut héliporté contre la résidence du mollah Omar le 19 octobre 2001 près de Kandahar, missions de reconnaissance motorisées au sud de cette ville, opérations d'action directe contre des convois talibans. Une de ces opérations comprend le premier saut HALO nocturne en zone de combat depuis la guerre du Viêt Nam.        |
| Opération Enduring Freedom  | Afghanistan     | 2001  | Bataille de Tora Bora : une troupe de l'escadron A est la principale force terrestre de la coalition impliquée dans la bataille. Les forces de la coalition gagnent la bataille mais bon nombre de membres d'Al-Qaida dont Ben Laden parviennent à s'échapper. |
| Opération Enduring Freedom  | Afghanistan     | 2002  | Opération Anaconda : opérations de reconnaissance autour de la vallée de Shahi Kot par les équipes India et Juliet de la recce troop de l'escadron B. Établissement de deux postes d'observation sur des hauteurs avant l'assaut héliporté principal, qui guideront des frappes pendant la bataille. |
| Opération Liberté irakienne | Irak            | 2003  | Pendant l'invasion de l'Irak, un escadron Delta infiltre l'ouest de l'Irak pour faire diversion de l'offensive principale venant du sud. « Maraudage » et escarmouches pour donner une impression de présence. Après la jonction avec un second escadron, remontée vers le nord, destruction des approches du barrage de Haditha, harcèlement de l'autoroute 1 au nord de Bagdad et des villes de Tikrit et Bayji.                                       |
| Opération Liberté irakienne | Irak            | 2003  | Opération Tapeworm : mort d'Oudaï et Qoussaï Hussein à Moussoul, le 22 juin 2003. |
| Opération Liberté irakienne | Irak            | 2003  | Opération Red Dawn : l'escadron C capture Saddam Hussein le 13 décembre 2003. |
| Opération Liberté irakienne | Irak            | 2006  | Mort d'Al-Zarqaoui : la troupe de reconnaissance et surveillance de l'escadron B repère Abou Moussab Al-Zarqaoui à Hibhib, qui sera tué par une frappe aérienne,. |
| Opération Inherent Resolve  | Syrie           | 2014  | Raid contre un complexe suspecté d'être le lieu de détention d'otages de l'EI, dont James Foley et Steven Sotloff le 3 juillet 2014. Le bâtiment, qui était bien un ancien lieu de détention d'otages, s'avère vide. Foley et Sotloff seront assassinés par l'EI dans les mois suivants. |
| Opération Inherent Resolve  | Syrie           | 2015  | Tentative de libération d'otages de l'État islamique Raid contre des dirigeants de l'État islamique en Syrie en mai 2015. Abu Sayyaf, le « ministre du pétrole » de l'EI, est tué, des documents sont saisis. Aucune perte, ni dans les rangs de la Delta Force, ni parmi les civils. |
| Opération Inherent Resolve  | Irak            | 2015  | Assaut en soutien de militants kurdes et de l'armée irakienne contre une prison tenue par l'État islamique. Une vingtaine de tués dans les rangs de l'EI et six prisonniers. Un mort chez les militaires américains et quatre blessés kurdes. Un autre soldat américain sera décoré de la Medal of Honor. |
| Opération Inherent Resolve  | Syrie           | 2018  | Bataille de Khoucham : un poste où sont basés une trentaine de personnels de Delta et de rangers aux côtés de forces démocratiques syriennes est attaqué par des forces pro-gouvernementales syriennes et des mercenaires russes du groupe Wagner. L'offensive est repoussée avec un intense soutien de frappes aériennes et d'artillerie. |
| Opération Inherent Resolve  | Syrie           | 2019  | Raid de Baricha par l'escadron A contre le chef de l'organisation terroriste États islamique Abou Bakr al-Baghdadi, qui se suicide au cours de l'opération, dans sa cachette de Baricha dans la province d'Idleb en Syrie, le 26 octobre 2019. Aucune perte mais deux blessés chez les soldats américains (ainsi qu'un de leurs chiens blessé) ; au moins neuf morts du côté de l'organisation, dont deux femmes et un enfant, et deux hommes capturés,. |
| Opération Inherent Resolve  | Syrie           | 2022  | Raid de Delta contre Abou Ibrahim al-Hachimi al-Qourachi, le successeur d'al-Baghdadi à la tête de l'État islamique, tué au cours de l'opération à Atme, le 3 février 2022. |
| Opération Inherent Resolve  | Syrie           | 2022  | Un raid de la Delta Force près d'Alep le 16 juin 2022 aboutit à la capture d'un dirigeant de l'État islamique, Hani Ahmed Al-Kurdi, wali (gouverneur) de Raqqa. |

## Décorations
| Décoration                    | Période                             | Notes                                                                              | Source |
| ----------------------------- | ----------------------------------- | ---------------------------------------------------------------------------------- | ------ |
| Valorous Unit Award           | 20 décembre 1989 - 4 janvier 1990   |                                                                                    | [ 69 ] |
| Valorous Unit Award           | 22 août - 25 octobre 1993           |                                                                                    | [ 70 ] |
| Army Superior Unit Award      | 29 juillet 1996 - 31 août 2001      |                                                                                    | [ 71 ] |
| Presidential Unit Citation    | 4 octobre 2001 - 15 mars 2002       |                                                                                    | [ 72 ] |
| Presidential Unit Citation    | 19 mars - 13 décembre 2003          | sauf un détachement de l'escadron D du 30 mars au 9 avril                          | [ 73 ] |
| Valorous Unit Award           | 30 mars - 9 avril 2003              | pour un détachement de l'escadron D attaché à une unité du 75e régiment de rangers | [ 74 ] |
| Meritorious Unit Commendation | 1er juillet 2007 - 15 décembre 2011 |                                                                                    | [ 75 ] |
| Presidential Unit Citation    | 1er - 4 juillet 2014                | en tant qu'unité faisant partie de la Joint Task Force 8–11                        | [ 76 ] |
| Presidential Unit Citation    | 14 - 17 mai 2015                    | en tant qu'unité faisant partie de la Joint Task Force 54–1.1                      | [ 76 ] |

## Membres connus

### Commandants
| Nom                           | Début            | Fin          |
| ----------------------------- | ---------------- | ------------ |
| Charles A. Beckwith           | 19 novembre 1977 | 1980         |
| James Rod Paschall            | 1980             | 1982         |
| Sherman H. Williford          | 1982             | 1985         |
| William F. Garrison           | 1985             | 1989         |
| Peter J. Schoomaker           | 1989             | 1992         |
| William G. « Jerry » Boykin   | 1992             | 1994         |
| Bernard J. McCabe, Jr.        | juin 1994        | juin 1996    |
| Eldon A. Bargewell            | 1996             | 1998         |
| Gary L. Harrell               | juillet 1998     | juillet 2000 |
| James H. Schwitters           | 2000             | 2002         |
| Ron Russell                   | juillet 2002     | 2003         |
| Charles Sellers (par intérim) | 2003             | 2003         |
| Bennet S. Sacolick            | avril 2003       | juin 2005    |
| Austin S. Miller              | juin 2005        | juillet 2007 |
| Mark J. O'Neil                | juillet 2009     | juillet 2011 |
| James B. Jarrard              | (inconnue)       |              |
| Christopher T. Donahue        | (inconnue)       |              |
| Joshua Rudd                   | (après 2015)     |              |

### Autres membres notables
- Lieutenant-Colonel Lewis H. « Bucky » Burruss : un des officiers supérieurs de Delta, y compris commandant en second, pendant les années 1980[46]. Cité comme source au sujet de l'unité dans divers ouvrages[85]. Auteur d'un témoignage sur les Mike Forces pendant la Guerre du Viêt Nam, et de plusieurs romans[86].
- Eric L. Haney (en) : opérateur de l'unité de 1978 à 1986, auteur d'une biographie controversée sur cette période, et conseiller sur la série télévisée The Unit : Commando d'élite[87].
- Master Sergeant Gary I. Gordon et Sergeant First Class Randall « Randy » D. Shughart : deux opérateurs Delta tués lors des combats de Mogadiscio le 3 octobre 1993. Ils furent les premiers décorés de la Medal of Honor depuis la guerre du Viêt Nam.
- Paul Howe : opérateur Delta vétéran des opérations au Panama et en Somalie, époux de Connie Beckwith (une des filles de Charles Beckwith), propriétaire de la firme Combat Shooting & Tactics (CSAT), auteur de deux livres sur l'instruction tactique[88].
- Larry Vickers : opérateur Delta ayant participé à l'opération Acid Gambit, créateur de la firme Vickers Tactical, a participé à la mise au point du HK 416[89].
- Lee Van Arsdale : officier Delta ayant participé aux combats de Mogadiscio, a également été conseiller sur le tournage du film La Chute du faucon noir[90].
- William G. Boykin (en) : un des premiers membres de Delta, commandant de l'unité de 1992 à 1994, blessé à Mogadiscio. Auteur d'une étude sur la législation ayant créé l'USSOCOM[91] et du livre Never Surrender. Il a été critiqué dans les médias américains en 2003 pour ses discours dans des communautés religieuses, époque où il était adjoint au sous-secrétaire à la Défense pour le renseignement[92].
- « Dalton Fury » : pseudonyme d'un ancien officier Delta qui a notamment commandé les opérations visant Oussama Ben Laden à Tora Bora en décembre 2001. Auteur du livre Mission « Kill Ben Laden », « Fury » a également raconté cet événement dans l'émission 60 Minutes[93] et témoigné devant une commission du Congrès enquêtant sur le déroulement des opérations à Tora Bora[94].

## Dans la culture populaire

### Littérature
- La Force Delta tient une place importante dans le roman Deception Point de Dan Brown.
- Dans les livres Pukhtu : Primo et Pukhtu : Secundo de l'écrivain français DOA, plusieurs des paramilitaires sont passés par la Delta Force.

### Cinéma
- La Saga Delta Force commençant par Delta Force (1986), avec Chuck Norris.
- La Saga Opération Delta Force.
- La série télévisée The Unit : Commando d'élite créée par David Mamet inspiré par le livre d'Eric Haney, Au cœur de la Delta Force.
- La série télévisée DOS : Division des opérations spéciales créée par David McKenna et Ken Robinson.
- La série télévisée Strike Back, dans laquelle Sullivan Stapleton incarne à partir de la saison 2 un ancien membre de la Delta Force.
- La série télévisée Timeless, dans laquelle Wyatt Logan (Matt Lanter) est un membre de la Delta Force.
- La Chute du faucon noir de Ridley Scott met en scène des membres de la Delta Force avec des unités des Rangers lors d'une opération en Somalie.
- Sicario de Denis Villeneuve met en scène plusieurs militaires de la Delta Force appuyant la CIA pendant une exfiltration de prisonniers au Mexique.
- La série télévisée Mac Gyver (2016) dans laquelle Jack Dalton est un vétéran de la Delta Force.

### Jeux vidéo
- La série des Delta Force réalisée par Novalogic à partir de 1998.
- Dans Resident Evil, Jill Valentine, une des protagonistes, fit partie de la Delta Force avant de rejoindre la police de Raccoon City.
- Dans Call of Duty: Modern Warfare 3, le joueur incarne un membre de la Delta Force dans la campagne, ainsi que dans le mode multijoueur.
- Dans le jeu Medal of Honor: Warfighter, l'une des unités qui apparaissent dans la campagne est composée de soldat de la Delta Force.
- Dans le jeu Spec Ops: The Line, Le joueur commande une équipe de la Delta Force.
- Dans Crysis, le personnage incarné fait partie de l'équipe « Raptor », unité inspirée par la Delta Force et armée d'exosquelettes de pointe.
- Dans Conflict: Desert Storm et Conflict: Desert Storm II , les quatre personnages, Bradley, Connors, Foley et Jones font partie de la Delta Force.
- Dans la série Tom Clancy's Ghost Recon Wildlands et Breakpoint, Nomad est un ancien membre de la Delta Force.

#### Livres écrits par des anciens de la Delta Force
- (en) MSG Paul R. Howe, Leadership and Training For The Fight : A Few Thoughts on Leadership and Training from a Former Special Operations Soldier, Bloomington, Indiana, AuthorHouse, 2006 (ISBN 1-4208-8951-6 et 1-4208-8950-8)
- (en) MSG Paul R. Howe, The Tactical Trainer : A Few Thoughts on Training and Training Management from a Former Special Operations Soldier, Bloomington, Indiana, AuthorHouse, 2009, 188 p. (ISBN 978-1-4389-9628-8 et 1-4389-9628-4, lire en ligne)
- Pete Blaber, La mission, les hommes et moi : Concepts d'opérations et principes de commandement d'un officier de la Delta force [« The Mission, The Men, and Me »], Nimrod, 2016
- (en) Kyle E. Lamb, Green Eyes & Black Rifles : Warrior's Guide to the Combat Carbine, Trample & Hurdle Publishers, 2008, 378 p. (ISBN 978-0-615-16654-4 et 0-615-16654-7)
- (en) Dale Comstock, American Badass : The true story of a modern day Spartan, Zulu 7 Publishing, 2013, 220 p. (ISBN 978-0-9894835-0-6 et 0-9894835-0-9)
- (en) Robert A. Trivino, A Warrior’s Path : Lessons in Leadership, autopublié, 2015, 246 p. (ISBN 978-0-692-44072-8 et 0-692-44072-0)

### Filmographie
- (en) [vidéo][production de télévision] « Kill Bin Laden », Shawn Efran (producteur), Scott Pelley (présentateur), « Dalton Fury » (interviewé), 5 octobre 2008, 60 Minutes, CBS

### Podcasts
- (en) Mike Vining, Interview, Episode 322: SGM Mike Vining shares stories from the origins of Delta Force, podcast SOFREP Radio, 31 janvier 2018 (consulté le 1er octobre 2019).  — raconte les débuts de la Delta Force et l'opération Eagle Claw.
- (en) Mike Vining, Interview, Episode 342: Mike Vining returns to discuss post-Vietnam service, podcast SOFREP Radio, 11 avril 2018 (consulté le 1er octobre 2019).  — raconte l'invasion de la Grenade, l'assistance sur une prise d'otages au Honduras en avril 1982, l'assistance sur la prise d'otage dans une prison d'Atlanta, la guerre du Golfe, l'opération Uphold Democracy et un plan pour attaquer un site suspecté de fabriquer des armes chimiques à Tarhunah en Libye.
- (en) Mike Vining, interview par Mark Zinno, Ep. 57 – Mike Vining (1st SFOD-D/EAGLE CLAW/Grenada), podcast Hazard Ground, 26 février 2018 (consulté le 1er octobre 2019).  — raconte les débuts de la Delta Force, l'opération Eagle Claw et l'invasion de la Grenade.
- (en) Mike Vining, interview par Mark Zinno, Ep. 73 – Mike Vining Returns!, podcast Hazard Ground, 9 juillet 2018 (consulté le 1er octobre 2019).  — raconte notamment son expertise pour la commission d'enquête sur l'attentat des tours de Khobar (vers 30 minutes dans le podcast)